# 共和国連合
共和国連合（きょうわこくれんごう、仏: Rassemblement Pour la Republique，RPR）は、1976年12月に結成されたフランスの政党である。解党直前の党首はジャック・シラク。

## 概要
RPRの前身は第五共和政が発足した1958年10月にド・ゴール大統領の支持基盤として発足したUNR（新共和国連合）で、三度の党名変更を経て、1976年にジャック・シラクによってRPRに改組された。UNR発足当初は議員政党として性格が強く、政党組織は弱体であったが、RPR結成後にシラクなど新世代が主導権を握ると党の組織化が進んだ。
当初は反英米的なド・ゴール主義による保守政党の立場を取ってきたが、1980年代以降は自由主義的な色彩を強めていった。前身のUNRから長く議会第一党であったが、1981年の議会総選挙では社会党に敗北した。1995年の大統領選挙では、シラクが第五共和政下で5人目の大統領に選出された。2002年4月にシラク大統領の下、保守中道による大同団結を目的とした大統領多数派連合（同年11月にUMP：国民運動連合に改編）が発足したことで解党された。